# Noëlle Boisson
Noëlle Boisson (* 1. Dezember 1944 in Frankreich) ist eine französische Filmeditorin.

## Leben
Boisson machte ihr Diplom 1966 an der Filmhochschule École Louis-Lumière in Paris. Anschließend machte sie sich als Schnittmeisterin selbstständig und arbeitete sowohl an Kurzfilmen als auch an Dokumentarfilmen. Bereits 1969 schnitt sie ihren ersten Film, Moneten fürs Kätzchen, doch es sollte bis 1973 mit Das Jahr Null Eins dauern, bis sie sich im Filmbereich etablieren konnte, um regelmäßig beschäftigt zu werden.
Sie pflegte in ihrer über 40 Jahre andauernden Karriere Zusammenarbeiten mit mehreren bekannten französischen Regisseuren. Für Jacques Doillon, mit dem sie zeitweise verheiratet war, schnitt sie mehrere Kurz- und einige Langfilme, darunter Die Finger im Kopf, La fille prodigue und La tentation d’Isabelle. Auch mit Jean-Jacques Annaud verbindet sie eine langjährige Zusammenarbeit, so schnitt sie unter anderem Sieben Jahre in Tibet. Für Der Bär und Cyrano von Bergerac erhielt sie jeweils den César für den besten Schnitt. Ebenfalls erhielt sie für Der Bär 1990 eine Oscar-Nominierung für den besten Schnitt.
Mit sechs Nominierungen und vier Auszeichnungen in der Kategorie Bester Schnitt bei den Césars sowie einer Oscar-Nominierung ist Boisson die am zweithäufigsten ausgezeichnete Filmeditorin Frankreichs bei den Césars, hinter ihrer Arbeitskollegin Juliette Welfling.
Ihre Tochter Lola Doillon arbeitet als Drehbuchautorin und Regisseurin.

## Filmografie (Auswahl)
- 1969: Pariser Leckereien (Paris top secret)
- 1969: Moneten fürs Kätzchen (La fiancée du pirate)
- 1973: Das Jahr Null Eins (L’an 01)
- 1974: Die Finger im Kopf (Les doigts dans la tête)
- 1978: Die Strandflitzer (Les bronzés)
- 1979: Damit ist die Sache für mich erledigt (Coup de tête)
- 1980: Zwei Kamele auf einem Pferd (C’est pas moi, c’est lui)
- 1981: Ein kleines Luder (La fille prodigue)
- 1981: Les hommes préfèrent les grosses
- 1982: Qu’est-ce qui fait courir David?
- 1984: Die Piratin (La pirate)
- 1985: Im Jahr des Drachen (Year of the Dragon)
- 1985: La tentation d’Isabelle
- 1986: Die Frau meines Lebens (La femme de ma vie)
- 1987: Mann unter Feuer (Man on Fire)
- 1988: Der Bär (L’ours)
- 1990: Cyrano von Bergerac (Cyrano de Bergerac)
- 1992: Der Liebhaber (L’amant)
- 1994: Die Maschine (La machine)
- 1995: Der Husar auf dem Dach (Le hussard sur le toit)
- 1997: Sieben Jahre in Tibet (Seven Years in Tibet)
- 1999: Die Brücke von Ambreville (Un pont entre deux rives)
- 2000: Vatel
- 2001: Duell – Enemy at the Gates (Enemy at the Gates)
- 2004: Zwei Brüder (Two Brothers)
- 2005: L’Avion – Das Zauberflugzeug (L’avion)
- 2007: Seine Majestät das Schwein (Sa majesté Minor)

## Auszeichnungen
César
- 1983: Bester Schnitt – Qu’est-ce qui fait courir David?
- 1989: Bester Schnitt – Der Bär
- 1991: Bester Schnitt – Cyrano von Bergerac
- 1993: Bester Schnitt – Der Liebhaber (nominiert)
- 1996: Bester Schnitt – Der Husar auf dem Dach (nominiert)
- 2005: Bester Schnitt – Zwei Brüder

Oscar
- 1990: Bester Schnitt – Der Bär (nominiert)